# Aktin

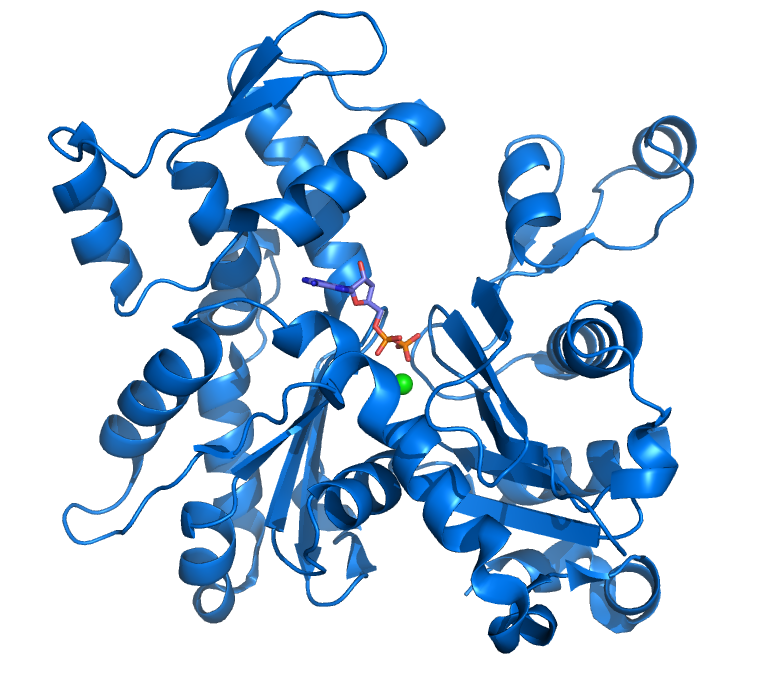
G-aktin s navázanou molekulou ADP

Aktin je globulární strukturní protein, který polymeruje v dlouhá vlákna zvaná mikrofilamenta (F-aktin). Mikrofilamenta tvoří součást cytoskeletu buňky, determinují její tvar, poskytují jí oporu, jsou strukturní podpěrou mikroklků nebo stereocilií a umožňují pohyby uvnitř buňky i pohyb buňky samotné tvorbou panožek; také zpevňují některé mezibuněčné spoje a při dělení umožňují zaškrcení a oddělení dceřiných buněk. Ve svalových buňkách hrají esenciální úlohu jako součást tenkých filament myofibril.

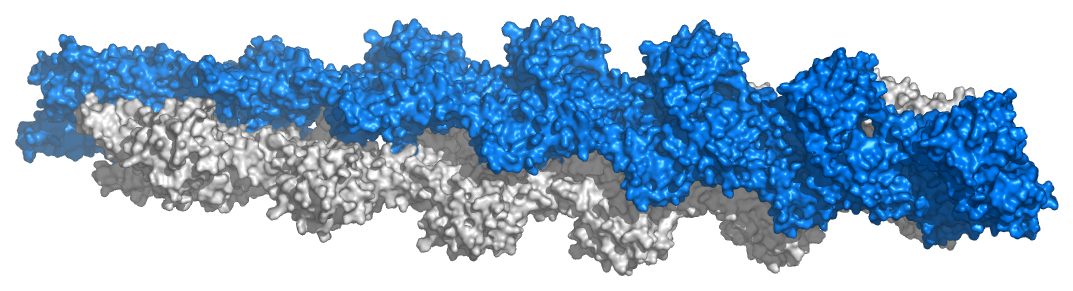
Model F-aktinu – aktinové mikrofilamentum

Aktin je jedna z nejhojnějších intracelulárních bílkovin eukaryotických buněk (aktin tvoří kolem 5 % celkových buněčných proteinů) a její struktura je vysoce konzervativní, aktin izolovaný z kvasinky a γ-aktin člověka se shodují ve více než 90 % aminokyselin.

## G- a F-aktin
Aktin je polypeptid tvořený 375 aminokyselinami, o celkové molekulové hmotnosti asi 43 kDa. G-aktin, nepolymerizovaná molekula, je globulární, obsahuje N-methylhistidinové zbytky a uprostřed molekuly má jedno vazebné místo pro ATP či ADP. V přítomnosti hořčíku a chloridu draselného spontánně polymerizuje a vytváří dvoušroubovici F-aktinu, aktinové mikrofilamentum. Tloušťka jednoho vlákna je asi 7 nm, jsou tedy nejtenčí ze tří hlavních složek cytoskeletu, vlákna ale mohou být dlouhá až několik μm.
Stejně jako mikrotubuly jsou i mikrofilamenta polarizována, mají svůj +konec, kde polymerace probíhá rychleji, a -konec, kde vlákno roste pomaleji. Filamenta na svém +konci přirůstají asi 10x rychleji, než na -konci. Tvorba a rozklad mikrofilament je dynamický proces, který je řízen asociovanými proteiny.

## Isoformy
| izoforma aktinu | struktury, ve kterých se nachází                     |
| --------------- | ---------------------------------------------------- |
| α-aktin 1       | myofibrily svalových buněk                           |
| α-aktin 2       | myofibrily svalových buněk                           |
| α-aktin 3       | myofibrily svalových buněk                           |
| β-aktin         | cytoskelet, buněčné jádro                            |
| γ-aktin 1       | stereocilie sluchových buněk, zonulae adherentes aj. |
| γ-aktin 2       | myofibrily svalových buněk                           |

U jednoduchých eukaryot je tvorba aktinu kódována jediným genem, u vyšších se pak tvoří geny pro jednotlivé izoformy. Konzervativní struktura aktinu se projevuje i na genetickém kódu, gen kvasinky Saccharomyces cerevisiae má 80,2% párů bází společných s genem člověka.
V buňkách obratlovců bylo nalezeno šest isoforem aktinu, které jsou rozdělené do tří skupin (alfa, beta a gama) podle jejich izoelektrického bodu. Jednotlivé typy aktinu se liší v několika aminokyselinách, ale mohou existovat v jediné buňce a pravděpodobně i polymerují v jednou mikrofilamentu. β-aktin je nejvíce rozšířeným aktinem ve většině buněk.
U prokaryotních organismů byl objeven analog aktinu, který podobně jako eukaryotní aktin tvoří vlákna cytoskeletu.

## Proteiny asociované s aktinem
Byla popsána celá řada proteinů asociovaných s aktinem. Patří mezi ně:
- Profilin – váže se na G-aktin a stimuluje výměnu ADP za ATP, načež se komplex s vysokou afinitou váže na +konec aktinových mikrofilament
- Kofilin – váže se na F-aktin na podjednotky obsahující GDP a destabilizuje jej
- Thymosin-β4 – váže se na G-aktin s navázaným ATP a brání jeho polymeraci do aktinových mikrofilament
- CapZ – váže se na +konce mikrofilament a brání dalšímu prodlužování
- Tropomodulin – váže se na -konce mikrofilament a snižuje dynamiku (brání zkracování i prodlužování)
- Formin – vytváří nová nukleační jádra pro nevětvený F-aktin
- Arp2/3 komplex (Arp proteiny) – vytváří nukleační jádra podél vláken F-aktinu a indukují větvení F-aktinu
- Cross-linkovací vazebné proteiny (fimbrin, α-aktinin, spektrin, filamin, dystrofin) – spojují F-aktinová vlákna do složitějších trojrozměrných struktur
- Myosin – motorové proteiny, které se vážou na F-aktin a za spotřeby ATP se po něm pohybují jako po kolejnicích

Kromě toho vzniklo velké množství specializovaných aktin-vazebných proteinů, které se podílí na organizaci svalového vlákna živočichů (titin, nebulin, tropomyosin, atd).